# Nggatokae
Nggatokae (auch: Gatukai, Gatokae) ist eine Insel der Salomonen-Provinz Western. Sie gehört zum New-Georgia-Archipel, hat eine Fläche von rund 93 Quadratkilometern und etwa 2367 Einwohner (1999).
Der Hauptort Penjuku liegt an der Westküste. Auf der Insel liegt auch der regionale Flughafen Gatokae Aerodrome (IATA: GTA, ICAO: AGOK).

## Geschichtliches
Nggatokae wurden im Sommer 1788 von dem britischen Seefahrer John Shortland als erstem Europäer erreicht, der dem Archipel New Georgia seinen Namen gab.